# Andreas Bourani/Diskografie
Diese Diskografie ist eine Übersicht über die musikalischen Werke des deutschen Popsängers Andreas Bourani und seiner Pseudonyme wie Andreas Stiegelmair. Den Schallplattenauszeichnungen zufolge hat er bisher mehr als 3,9 Millionen Tonträger verkauft. Seine erfolgreichste Veröffentlichung ist die Single Auf uns mit über 1.060.000 verkauften Einheiten. Diese sowie Astronaut avancierten alleine in Deutschland zu Millionensellern, womit sie beide zu den meistverkauften Singles des Landes der 2010er-Jahre zählen.

## Alben

### Studioalben
| Jahr | Titel Musiklabel                       | Höchstplatzierung, Gesamtwochen, AuszeichnungChartplatzierungen (Jahr, Titel, Musiklabel, Platzierungen, Wochen, Auszeichnungen, Anmerkungen) | Höchstplatzierung, Gesamtwochen, AuszeichnungChartplatzierungen (Jahr, Titel, Musiklabel, Platzierungen, Wochen, Auszeichnungen, Anmerkungen) | Höchstplatzierung, Gesamtwochen, AuszeichnungChartplatzierungen (Jahr, Titel, Musiklabel, Platzierungen, Wochen, Auszeichnungen, Anmerkungen) | Anmerkungen                                             |
| Jahr | Titel Musiklabel                       | DE | AT | CH | Anmerkungen                                             |
| ---- | -------------------------------------- | --- | --- | --- | ------------------------------------------------------- |
| 2011 | Staub & Fantasie Universal Music (UMG) | DE23 Gold · (20 Wo.)DE | AT27 (10 Wo.)AT | CH22 (4 Wo.)CH | Erstveröffentlichung: 10. Juni 2011 Verkäufe: + 100.000 |
| 2014 | Hey Vertigo Records (UMG)              | DE3 ×7Siebenfachgold · (135 Wo.)DE | AT3 ×2Doppelplatin · (81 Wo.)AT | CH3 Platin · (106 Wo.)CH | Erstveröffentlichung: 9. Mai 2014 Verkäufe: + 750.000   |

### Livealben
| Jahr | Titel Musiklabel                 | Anmerkungen                                                                   |
| ---- | -------------------------------- | ----------------------------------------------------------------------------- |
| 2015 | Hey (Live) Vertigo Records (UMG) | Erstveröffentlichung: 30. Oktober 2015 Verkäufe werden in DE Hey hinzuaddiert |

## Singles

### Als Leadmusiker
| Jahr | Titel Album                                             | Höchstplatzierung, Gesamtwochen, AuszeichnungChartplatzierungen (Jahr, Titel, Album, Platzierungen, Wochen, Auszeichnungen, Anmerkungen) | Höchstplatzierung, Gesamtwochen, AuszeichnungChartplatzierungen (Jahr, Titel, Album, Platzierungen, Wochen, Auszeichnungen, Anmerkungen) | Höchstplatzierung, Gesamtwochen, AuszeichnungChartplatzierungen (Jahr, Titel, Album, Platzierungen, Wochen, Auszeichnungen, Anmerkungen) | Anmerkungen                                                |
| Jahr | Titel Album                                             | DE | AT | CH | Anmerkungen                                                |
| --- | ------------------------------------------------------- | --- | --- | --- | ---------------------------------------------------------- |
| 2011 | Nur in meinem Kopf Staub & Fantasie                     | DE16 Gold · (35 Wo.)DE | AT13 (3 Wo.)AT | CH15 (2 Wo.)CH | Erstveröffentlichung: 20. Mai 2011 Verkäufe: + 150.000     |
| 2011 | Eisberg Staub & Fantasie                                | DE47 (8 Wo.)DE | AT56 (1 Wo.)AT | — | Erstveröffentlichung: 23. September 2011                   |
| 2012 | Wunder Staub & Fantasie                                 | — | — | — | Erstveröffentlichung: 30. März 2012                        |
| 2014 | Auf uns Hey                                             | DE1 Diamant · (80 Wo.)DE | AT1 Platin · (72 Wo.)AT | CH2 Platin · (55 Wo.)CH | Erstveröffentlichung: 25. April 2014 Verkäufe: + 1.060.000 |
| 2014 | Auf anderen Wegen Hey                                   | DE4 ×3Dreifachgold · (53 Wo.)DE | AT5 Gold · (36 Wo.)AT | CH29 Gold · (27 Wo.)CH | Erstveröffentlichung: 23. Oktober 2014 Verkäufe: + 480.000 |
| 2015 | Ultraleicht Hey                                         | DE45 Gold · (12 Wo.)DE | AT71 (1 Wo.)AT | CH50 (1 Wo.)CH | Erstveröffentlichung: 3. Juli 2015 Verkäufe: + 200.000     |
| 2015 | Hey                                                     | DE30 Gold · (25 Wo.)DE | AT46 (2 Wo.)AT | CH36 (2 Wo.)CH | Erstveröffentlichung: 4. Dezember 2015 Verkäufe: + 200.000 |
| Folgende Lieder erschienen nicht als Single, wurden aber durch das Album zum Download und Streaming bereitgestellt und konnten somit eine Platzierung erlangen: |                                                         | | | |                                                            |
| |                                                         | | | |                                                            |
| 2015 | Schlaflied Sing meinen Song – Das Tauschkonzert, Vol. 2 | DE48 (1 Wo.)DE | — | — | Charteinstieg: 12. Juni 2015 Original: Die Prinzen         |

### Als Gastmusiker
| Jahr | Titel Album                                                                          | Höchstplatzierung, Gesamtwochen, AuszeichnungChartplatzierungen (Jahr, Titel, Album, Platzierungen, Wochen, Auszeichnungen, Anmerkungen) | Höchstplatzierung, Gesamtwochen, AuszeichnungChartplatzierungen (Jahr, Titel, Album, Platzierungen, Wochen, Auszeichnungen, Anmerkungen) | Höchstplatzierung, Gesamtwochen, AuszeichnungChartplatzierungen (Jahr, Titel, Album, Platzierungen, Wochen, Auszeichnungen, Anmerkungen) | Anmerkungen                                                                             |
| Jahr | Titel Album                                                                          | DE | AT | CH | Anmerkungen                                                                             |
| --- | ------------------------------------------------------------------------------------ | --- | --- | --- | --------------------------------------------------------------------------------------- |
| 2012 | Wie wir waren Lichter der Stadt                                                      | DE32 (8 Wo.)DE | AT60 (1 Wo.)AT | — | Erstveröffentlichung: 31. August 2012 Unheilig feat. Andreas Bourani                    |
| 2013 | Der Sternstunden Song 2013 –                                                         | — | — | — | Erstveröffentlichung: 22. November 2013 Claudia Koreck & Freunde                        |
| 2015 | Astronaut VI                                                                         | DE1 Diamant · (43 Wo.)DE | AT1 (34 Wo.)AT | CH1 Gold · (37 Wo.)CH | Erstveröffentlichung: 14. August 2015 Verkäufe: + 1.015.000; Sido feat. Andreas Bourani |
| 2019 | Radio Song (MTV Unplugged 2) MTV Unplugged 2: Live vom Atlantik (Zweimaster Edition) | — | — | — | Erstveröffentlichung: 1. Februar 2019 Udo Lindenberg feat. Andreas Bourani              |
| 2021 | Willkommen zurück Album                                                              | DE91 (1 Wo.)DE | — | — | Erstveröffentlichung: 1. Juli 2021 Clueso feat. Andreas Bourani                         |
| Folgende Lieder erschienen nicht als Single, wurden aber durch das Album zum Download und Streaming bereitgestellt und konnten somit eine Platzierung erlangen: |                                                                                      | | | |                                                                                         |
| |                                                                                      | | | |                                                                                         |
| 2015 | Auf uns Sing meinen Song – Das Tauschkonzert, Vol. 2 (Sampler)                       | DE60 (1 Wo.)DE | AT56 (1 Wo.)AT | — | Charteinstieg: 12. Juni 2015 mit den Sing meinen Song Allstars                          |

## Videoalben und Musikvideos

### Videoalben
| Jahr | Titel Musiklabel                 | Anmerkungen                                                                   |
| ---- | -------------------------------- | ----------------------------------------------------------------------------- |
| 2015 | Hey (Live) Universal Music (UMG) | Erstveröffentlichung: 30. Oktober 2015 Verkäufe werden in DE Hey hinzuaddiert |

### Musikvideos
| Jahr | Titel              | Regisseur(e)                       |
| ---- | ------------------ | ---------------------------------- |
| 2011 | Nur in meinem Kopf | Joern Heitmann                     |
| 2011 | Eisberg            |                                    |
| 2012 | Über alle Grenzen  | Andreas Z. Simon                   |
| 2012 | Wunder             | Marc Helfers                       |
| 2012 | Wie wir waren      | Markus Gerwinat                    |
| 2013 | Bei Dir            | Andreas Z. Simon                   |
| 2014 | Auf uns            | Kim Frank                          |
| 2014 | Auf anderen Wegen  | Kim Frank                          |
| 2015 | Ultraleicht        | Kim Frank                          |
| 2015 | Astronaut          |                                    |
| 2015 | Hey                |                                    |
| 2021 | Willkommen zurück  | Clueso, Tim Eichel, Marvin Ströter |

## Autorenbeteiligungen
Andreas Bourani als Autor in den Charts

| Jahr | Titel Interpretation        | Höchstplatzierung, Gesamtwochen, AuszeichnungChartplatzierungen (Jahr, Titel, Interpretation, Platzierungen, Wochen, Auszeichnungen, Anmerkungen) | Höchstplatzierung, Gesamtwochen, AuszeichnungChartplatzierungen (Jahr, Titel, Interpretation, Platzierungen, Wochen, Auszeichnungen, Anmerkungen) | Höchstplatzierung, Gesamtwochen, AuszeichnungChartplatzierungen (Jahr, Titel, Interpretation, Platzierungen, Wochen, Auszeichnungen, Anmerkungen) | Anmerkungen                         |
| Jahr | Titel Interpretation        | DE | AT | CH | Anmerkungen                         |
| --- | --------------------------- | --- | --- | --- | ----------------------------------- |
| 2014 | Ein Hoch auf uns Siegestanz | — | AT59 (1 Wo.)AT | — | Erstveröffentlichung: 17. Juni 2014 |
| Folgende Lieder erschienen nicht als Single, wurden aber durch das Album zum Download und Streaming bereitgestellt und konnten somit eine Platzierung erlangen: |                             | | | |                                     |
| |                             | | | |                                     |
| 2015 | Hey Yvonne Catterfeld       | DE17 (7 Wo.)DE | AT27 (5 Wo.)AT | CH29 (3 Wo.)CH | Charteinstieg: 12. Juni 2015        |

## Sonderveröffentlichungen

### Alben
| Jahr | Titel Musiklabel                                                          | Anmerkungen                                                             |
| ---- | ------------------------------------------------------------------------- | ----------------------------------------------------------------------- |
| 2011 | Auf den Dächern: Andreas Bourani (Live bei tape.tv) Universal Music (UMG) | Erstveröffentlichung: 9. Dezember 2011 Teil der „Auf-den-Dächern“-Reihe |

### Lieder
| Jahr | Titel Album                                                                          | Anmerkungen                                                                  |
| ---- | ------------------------------------------------------------------------------------ | ---------------------------------------------------------------------------- |
| 2012 | Wie wir waren Lichter der Stadt                                                      | Erstveröffentlichung: 16. März 2012 Unheilig feat. Andreas Bourani           |
| 2012 | Wie wir waren (Live) Lichter der Stadt Live                                          | Erstveröffentlichung: 30. Oktober 2012 Unheilig feat. Andreas Bourani        |
| 2015 | Astronaut VI                                                                         | Erstveröffentlichung: 4. September 2015 Sido feat. Andreas Bourani           |
| 2015 | Achtung Achtung (Deluxe-Edition)                                                     | Erstveröffentlichung: 18. September 2015 Pur feat. Various Artists           |
| 2015 | Alles mit’m Mund (Live in der Oper) Eine Nacht in der Oper                           | Erstveröffentlichung: 16. Oktober 2015 Die Prinzen feat. Andreas Bourani     |
| 2018 | Radio Song (MTV Unplugged 2) MTV Unplugged 2: Live vom Atlantik (Zweimaster Edition) | Erstveröffentlichung: 14. Dezember 2018 Udo Lindenberg feat. Andreas Bourani |
| 2021 | Willkommen zurück Album                                                              | Erstveröffentlichung: 1. Oktober 2021 Clueso feat. Andreas Bourani           |

| Jahr | Titel Album                                                                    | Anmerkungen                                                                                         |
| ---- | ------------------------------------------------------------------------------ | --------------------------------------------------------------------------------------------------- |
| 2003 | König für eine Nacht Die deutsche Stimme 2003                                  | Erstveröffentlichung: 6. Oktober 2003 als Andreas Stiegelmair                                       |
| 2012 | Über alle Grenzen Dein Song 2012                                               | Erstveröffentlichung: 10. April 2012                                                                |
| 2013 | Bei Dir Dein Song 2013                                                         | Erstveröffentlichung: 22. März 2013 mit Tom Hengelbrock                                             |
| 2013 | Guten Abend, gut’ Nacht Giraffenaffen 2                                        | Erstveröffentlichung: 18. Oktober 2013 Original: Johannes Brahms                                    |
| 2014 | Die Schöne und das Biest I Love Disney                                         | Erstveröffentlichung: 28. November 2014 Original: Céline Dion & Peabo Bryson                        |
| 2015 | Auf uns Sing meinen Song – Das Tauschkonzert, Vol. 2                           | Erstveröffentlichung: 5. Juni 2015 mit den Sing meinen Song Allstars                                |
| 2015 | Funkelperlenaugen Sing meinen Song – Das Tauschkonzert, Vol. 2                 | Erstveröffentlichung: 5. Juni 2015 Original: Pur                                                    |
| 2015 | Für Dich Sing meinen Song – Das Tauschkonzert, Vol. 2 (Deluxe-Edition)         | Erstveröffentlichung: 5. Juni 2015 Original: Yvonne Catterfeld                                      |
| 2015 | Schlaflied Sing meinen Song – Das Tauschkonzert, Vol. 2                        | Erstveröffentlichung: 5. Juni 2015 Original: Die Prinzen                                            |
| 2015 | Zurück zu Dir Sing meinen Song – Das Tauschkonzert, Vol. 2 (Deluxe-Edition)    | Erstveröffentlichung: 5. Juni 2015 Original: Söhne Mannheims                                        |
| 2015 | Maria durch ein Dornwald ging Sing meinen Song – Das Weihnachtskonzert, Vol. 2 | Erstveröffentlichung: 4. Dezember 2015 Original: Dietrich Bocholtz-Asseburg & August von Haxthausen |
| 2015 | Weiße Weihnacht Sing meinen Song – Das Weihnachtskonzert, Vol. 2               | Erstveröffentlichung: 4. Dezember 2015 Original: Bing Crosby – White Christmas                      |

| Jahr | Titel Soundtrack zu              | Anmerkungen                                                                       |
| ---- | -------------------------------- | --------------------------------------------------------------------------------- |
| 2016 | Voll gerne Vaiana                | Erstveröffentlichung: 16. Dezember 2016 Original: Dwayne Johnson – You’re Welcome |
| 2018 | Auf anderen Wegen Vorstadtweiber | Erstveröffentlichung: 12. Januar 2018                                             |

### Videoalben
| Jahr | Titel Musiklabel           | Anmerkungen                                                                 |
| ---- | -------------------------- | --------------------------------------------------------------------------- |
| 2015 | Hey+ Vertigo Records (UMG) | Erstveröffentlichung: 22. Mai 2015 CD+DVD; Verkäufe werden Hey hinzuaddiert |

## Hörspiele
| Jahr | Titel Musiklabel                                                     | Anmerkungen                                                  |
| ---- | -------------------------------------------------------------------- | ------------------------------------------------------------ |
| 2016 | Vaiana: Das Original-Hörspiel zum Film Walt Disney Records (Kiddinx) | Erstveröffentlichung: 9. Dezember 2016 in der Rolle von Maui |

## Statistik

### Chartauswertung
|                     | DE    | AT    | CH    |
| ------------------- | ----- | ----- | ----- |
| Nummer-eins-Alben   | DE—DE | AT—AT | CH—CH |
| Top-10-Alben        | DE1DE | AT1AT | CH1CH |
| Alben in den Charts | DE2DE | AT2AT | CH2CH |

|                       | DE     | AT    | CH    |
| --------------------- | ------ | ----- | ----- |
| Nummer-eins-Singles   | DE2DE  | AT2AT | CH1CH |
| Top-10-Singles        | DE3DE  | AT3AT | CH2CH |
| Singles in den Charts | DE11DE | AT9AT | CH6CH |

### Auszeichnungen für Musikverkäufe
Anmerkung: Auszeichnungen in Ländern aus den Charttabellen bzw. Chartboxen sind in ebendiesen zu finden.
| Land/RegionAuszeichnungen für Musikverkäufe (Land/Region, Auszeichnungen, Verkäufe, Quellen) | Gold     | Platin     | Diamant     | Verkäufe  | Quellen                     |
| -------------------------------------------------------------------------------------------- | -------- | ---------- | ----------- | --------- | --------------------------- |
| Deutschland (BVMI)                                                                           | 6× Gold6 | 4× Platin4 | 2× Diamant2 | 3.800.000 | musikindustrie.de           |
| Österreich (IFPI)                                                                            | Gold1    | 3× Platin3 | —           | 75.000    | ifpi.at                     |
| Schweiz (IFPI)                                                                               | 2× Gold2 | 2× Platin2 | —           | 80.000    | hitparade.ch, musikwoche.de |
| Insgesamt                                                                                    | 9× Gold9 | 9× Platin9 | 2× Diamant2 |           |                             |